# Галей-Бузат
Гале́й-Буза́т (рос. Галей-Бузат, башк. Ғәли-Буҙат) — присілок у складі Стерлібашевського району Башкортостану, Росія. Входить до складу Бузатівської сільської ради.
Населення — 8 осіб (2010; 57 в 2002).
Національний склад:
- татари — 93%